# Neodiogmites tauauna
Neodiogmites tauauna là một loài ruồi trong họ Asilidae. Neodiogmites tauauna được Artigas & Papavero miêu tả năm 1988. Loài này phân bố ở vùng Tân nhiệt đới.